# Буйвіл (герб)
Буйвіл (Буйвіл I, Бик, Тур; пол. Bawół, Bawół I, Tur, Byk) – шляхетський герб інфлянтського походження.

## Опис герба
У золотому або срібному полі чорний буйвол. У клейноді над шоломом в короні два мисливські роги. Намет чорний, підбитий золотом.

## Історія герба
Герб прибув до Лівонії (Інфлянтів) 1150 року.

## Роди
Багневські (Bagniewski), Воловські (Wołowski), Ломжельські (Łomżelski), Тізенгаузени (Тизенгаузи) (пол. Tyzenhauz, нім. Tiesenhausen).

## Різновиди
- Буйвіл ІІ